# Estación de Iglesia

Mapa zonal de la estación con los accesos al Metro, y los recorridos y las paradas de los autobuses de la EMT.

Iglesia es una estación de la línea 1 del Metro de Madrid (España), situada bajo la Glorieta del Pintor Sorolla (también conocida como Plaza de Iglesia) en el distrito de Chamberí.

## Historia
La estación es una de las estaciones del primer tramo inaugurado el 17 de octubre de 1919 por el rey Alfonso XIII entre Sol y Cuatro Caminos, que forma parte de la línea 1.  Sin embargo, su decoración actual se debe a una reforma llevada a cabo a lo largo de 2005 y 2006.
Desde el 3 de julio de 2016, la estación permaneció cerrada por obras de mejora de las instalaciones en la línea 1 entre las estaciones de Plaza de Castilla y Sierra de Guadalupe. La finalización de las obras estaba prevista para el 12 de noviembre de 2016, siendo la estación reabierta el 13 de noviembre, al finalizarse los trabajos y restablecerse el servicio en el último tramo de la línea 1 en abrirse, entre las estaciones de Cuatro Caminos y Atocha Renfe. En ese tramo, las actuaciones llevadas a cabo fueron: la impermeabilización y consolidación del túnel, el más antiguo del suburbano madrileño, que fue reforzado mediante inyecciones de cemento y proyecciones especiales de hormigón con mallas metálicas de apoyo, y la instalación de la catenaria rígida, así como el montaje del resto de instalaciones y servicios.
El 1 de abril de 2017 se eliminó el horario especial de todos los vestíbulos que cerraban a las 21:40 y la inexistencia de personal en dichos vestíbulos.
Curiosamente, la estación se encuentra cerca de la de Alonso Cano en la línea 7. También se encuentra cerca (500 metros) de la antigua estación de Chamberí actual museo.

## Accesos
Vestíbulo Martínez Campos
- General Martínez Campos Pº General Martínez Campos, 1
- Santa Engracia C/ Santa Engracia, 58
- Ascensor Pº General Martínez Campos, 1 (esquina C/ Santa Engracia, 58) Acceso a Línea 1 dirección Valdecarros

Vestíbulo Sagunto
- Sagunto C/ Santa Engracia, 61

Vestíbulo Eloy Gonzalo
- Eloy Gonzalo, pares C/ Eloy Gonzalo, 38
- Eloy Gonzalo, impares C/ Eloy Gonzalo, 35
- Ascensor Gta. Pintor Sorolla, 1 (semiesquina C/ Eloy Gonzalo y C/ Santa Engracia) Acceso a Línea 1 dirección Pinar de Chamartín

## Líneas y conexiones

### Metro
| << cabecera        | < estación | línea | estación > | cabecera >> |
| ------------------ | ---------- | ----- | ---------- | ----------- |
| Pinar de Chamartín | Ríos Rosas |       | Bilbao     | Valdecarros |

### Autobuses
| Diurnos   |                |                                 |
| Línea     | Destino        | Parada                          |
| 16        | Pío XII        | 525 IGLESIA (C/ Eloy Gonzalo)   |
| 61        | Narváez        | 525 IGLESIA (C/ Eloy Gonzalo)   |
| 3         | San Amaro      | 1869 IGLESIA (C/ Bravo Murillo) |
| 37        | Cuatro Caminos | 1869 IGLESIA (C/ Bravo Murillo) |
| 5         | Chamartín      | 1895 IGLESIA-ALONSO CANO        |
| 16        | Moncloa        | 1895 IGLESIA-ALONSO CANO        |
| 61        | Moncloa        | 1895 IGLESIA-ALONSO CANO        |
| Nocturnos |                |                                 |
| Línea     | Destino        | Parada                          |
| N23       | Montecarmelo   | 1869 IGLESIA (C/ Bravo Murillo) |